# Del Rey Books
Del Rey Books — дочерняя компания издательства Ballantine Books, принадлежащая компании Random House. Отдельно обозначается с 1977 года, когда впервые на книгах, принадлежащих перу Лестера дель Рея и его жены, Джуди-Линн дель Рей, появилась отметка издательства Del Rey Books. Специализируется на публикации книг по тематике: научная фантастика, фэнтези, а также манга (импринт Del Rey Manga). Также компания публиковала печатный вариант новелл историй из саги «Звёздные войны» (импринт LucasBooks).

## Некоторые публиковавшиеся авторы
- Айзек Азимов
- Эмбер Бенсон
- Рэй Бредбери
- Терри Брукс
- Джек Чокер
- Артур Кларк
- Джеймс Клеменс
- Дэн Крэгг
- Морис Дантек
- Филипп Дик
- Стивен Дональдсон
- Дэвид Эддингс
- Джо Клиффород Фауст
- Роберт Форвард
- Алан Дин Фостер
- Грегори Фрост
- Кристофер Голден
- Джеймс Халперин
- Барбара Хэмбли
- Peter F. Hamilton
- Уорд Хоукинс
- Роберт Хайнлайн
- Роберт Говард
- Грегори Киз
- Бенджамин Клейн
- Кэтрин Курц
- Говард Лавкрафт
- Джеймс Лусено
- Энн Маккефри
- Дональд МакКвин
- Чайна Мьевилль
- Элизабет Мун
- Пэти Нэгл
- Наоми Новик
- Ларри Нивен
- Фредерик Пол
- Линн Флевеллинг

## Выпускаемые серии
- Первой книгой, опубликованной издательством, была книга The Sword of Shannara автора Терри Брукс в 1977 году.
- Del Rey активно новеллизировала научно-фантастический сериал «Вавилон-5».
- Del Rey новеллизировала сериал Robotech, выпустив с 1987 года около 20 книг в этой серии.
- Del Rey в настоящее время является публикатором серии книг для взрослых Star Wars, в то время как Scholastic Press издаёт книги серии Star Wars для несовершеннолетнего читателя.
- Del Rey новеллизировала популярную видеоигру Halo.
  - Halo: The Fall of Reach
  - Halo: The Flood
  - Halo: First Strike
- Del Rey является публикатором серии книг Ghosts of Albion автора Эмбер Бенсон и Кристофера Голдена.
  - Accursed (октябрь 2005 г.)
  - Witchery (сентябрь 2006 г.)
- В течение 2006—2007 гг. была опубликована серия книг Batman Begins.
  - Batman: Dead White (июль 2006 г.)
  - Batman: Inferno (октябрь 2006 г.)
  - Batman: Fear Itself (февраль 2007 г.)